# Long Whatton
Long Whatton es una localidad situada en el condado de Leicestershire, en Inglaterra (Reino Unido), con una población estimada a mediados de 2016 de 1182 habitantes.
Se encuentra ubicada al oeste de la región Midlands del Este, cerca de la frontera con la región de Midlands del Oeste, de la autoridad unitaria de Leicester y de los montes Peninos.
En esta localidad se encuentra la Iglesia de Todos los Santos, una iglesia parroquial anglicana activa en el decanato de Akeley East, el archidiácono de Loughborough y la diócesis de Leicester.